# Швегерманн, Гюнтер
Гюнтер Швегерманн (нем. Günther Schwägermann; 24 июля 1915, Ильцен, Нижняя Саксония — дата и место смерти неизвестны) — гауптштурмфюрер СС (30 июля 1942), личный адъютант министра народного просвещения и пропаганды Германии Йозефа Геббельса.

## Биография
8 апреля 1937 г. поступил на службу в «Лейбштандарт СС Адольф Гитлер», затем с октября 1938 по сентябрь 1939 г. проходил обучение в юнкерском училище СС в Бад-Тёльце. Член СС (билет № 312 231).
С 1939 служил в полиции в центральной части Берлина. В 1940 г. стал личным адъютантом министра народного просвещения и пропаганды  Йозефа Геббельса.
22 апреля 1945 г. Швегерманн вместе с Геббельсом и его семьей переехал в бункер под рейхсканцелярией («бункер фюрера»). 1 мая 1945 года, в течение последних дней штурма Берлина участвовал в сожжении тел покончивших жизнь самоубийством Геббельса и его жены Магды. В тот же день Швегерманн бежал из бункера.
С 25 июня 1945 по 24 апреля 1947 г. находился в американском плену. После своего освобождения был политическим активистом Свободной демократической партии. После смерти Рохуса Миша в сентябре 2013 года, Гюнтер Швегерманн был последним живым обитателем бункера Гитлера.